# Suibin

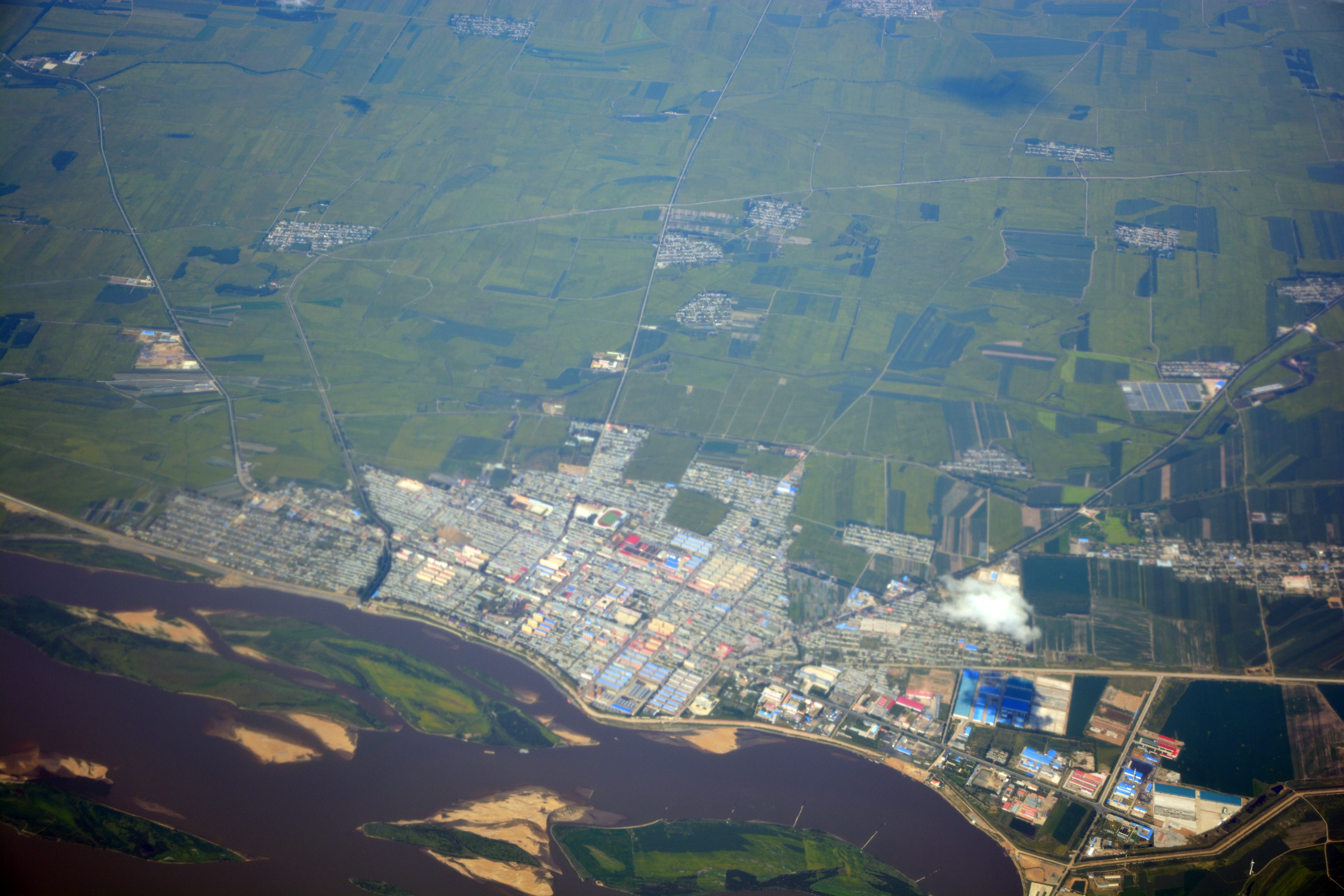
Suibin

Suibin (chinesisch 绥滨县, Pinyin Suíbīn Xiàn) ist ein Kreis der bezirksfreien Stadt Hegang in der chinesischen Provinz Heilongjiang. Er hat eine Fläche von 3.474 km² und zählt 139.795 Einwohner (Stand: Zensus 2020). Sein Hauptort ist die Großgemeinde Suibin (绥滨镇).
Die Stätte der alten Stadt Aolimi (Aolimi chengzhi 奥里米城址) der Ruzhen im Dorf Yongxing (永兴村) steht seit 2001 auf der Liste der Denkmäler der Volksrepublik China (5-35).